# El Carralero
El Carralero es un polígono comercial y una zona del municipio madrileño de Majadahonda. El polígono comprende de 25 ha llenas de naves comerciales de toda clase. Sus edificios más destacados son los centros comerciales "Centro Oeste" (que posee un hipermercado "Carrefour") y "Equinoccio Park".

## Historia
En el suroeste de la localidad de Majadahonda se empezaron a construir en 1990 unos edificios, entre ellos el Hotel Majadahonda. En 1995, se construyó el centro comercial Centro Oeste (que poseía, hasta el año 2000, un hipermercado Pryca, y, desde entonces, un hipermercado Carrefour. Se fueron construyendo más y más edificios hasta ocupar todos los edificios en 2000 25 hectáreas.
En octubre de 2008, en el hotel situado en este polígono, el antes mencionado, se produjo un incidente que tuvo una gran notoriedad pública, en el que el profesor Jesús Neira fue agredido brutalmente por otro hombre mientras intentaba defender a una mujer de este último.

## Incendio de una de sus naves
El lunes 17 de enero de 2011 se produjo un incendio en una de las naves de este polígono industrial. Se incendió una nave de la empresa Leroy Merlin. Actualmente, ya está reconstruido.
- Datos: Q5821250